# Аламіда
Аламіда (англ. Alameda; [ˌæləˈmiːdə]) — місто (англ. city) в США, в окрузі Аламіда штату Каліфорнія. Населення — 78 280 осіб (2020).
Розташоване на невеликому однойменному острові поблизу Окленда, у Сан-Франциській затоці.
Частиною міста є також Бей-Фарм-Айленд, що був раніше островом, а зараз — півострів материка. Місто сполучене з берегом трьома мостами та двома тунелями. Бей-Фарм-Айленд сполучений з берегом мостом.
В місті є музейний корабель — авіаносець США «Хорнет».

## Географія
Аламіда розташована за координатами 37°45′52″ пн. ш. 122°17′0″ зх. д. / 37.76444° пн. ш. 122.28333° зх. д. (37.764471, -122.283273).  За даними Бюро перепису населення США в 2010 році місто мало площу 59,47 км², з яких 27,48 км² — суходіл та 31,98 км² — водойми.

### Клімат
| Клімат : Аламіда                              | Клімат : Аламіда | Клімат : Аламіда | Клімат : Аламіда | Клімат : Аламіда | Клімат : Аламіда | Клімат : Аламіда | Клімат : Аламіда | Клімат : Аламіда | Клімат : Аламіда | Клімат : Аламіда | Клімат : Аламіда | Клімат : Аламіда | Клімат : Аламіда |
| Показник                                      | Січ.             | Лют.             | Бер.             | Квіт.            | Трав.            | Черв.            | Лип.             | Серп.            | Вер.             | Жовт.            | Лист.            | Груд.            | Рік              |
| Середній максимум, °C                         | 14,6             | 16,6             | 18,1             | 19,7             | 20,8             | 22,0             | 22,2             | 22,8             | 23,5             | 22,4             | 18,6             | 14,7             | 19,7             |
| Середня температура, °C                       | 11,3             | 12,9             | 14,3             | 15,4             | 16,6             | 17,7             | 18,2             | 18,7             | 19,2             | 18,1             | 14,8             | 11,6             | 15,7             |
| Середній мінімум, °C                          | 8,0              | 9,4              | 10,4             | 11,1             | 12,3             | 13,4             | 14,2             | 14,7             | 14,9             | 13,7             | 11,1             | 8,5              | 11,8             |
| Днів з дощем                                  | 10,3             | 9,5              | 11,4             | 5,5              | 3,1              | 1,4              | 0,4              | 0,6              | 1,6              | 3,6              | 8,4              | 10,6             | 66,4             |
| --------------------------------------------- | ---------------- | ---------------- | ---------------- | ---------------- | ---------------- | ---------------- | ---------------- | ---------------- | ---------------- | ---------------- | ---------------- | ---------------- | ---------------- |
| Джерело: NCEI (Data Tools: 1981-2010 Normals) |                  |                  |                  |                  |                  |                  |                  |                  |                  |                  |                  |                  |                  |

## Демографія
Згідно з переписом 2010 року, у місті мешкало 73 812 осіб у 30 123 домогосподарствах у складі 18 291 родини. Густота населення становила 1241 особа/км².  Було 32351 помешкання (544/км²).
Расовий склад населення:
| - 50,8 % — білих - 31,2 % — азіатів - 6,4 % — чорних або афроамериканців - 0,6 % — корінних американців - 0,5 % — вихідців з тихоокеанських островів - 3,3 % — осіб інших рас |

До двох чи більше рас належало 7,1 %. Частка іспаномовних становила 11,0 % від усіх жителів.
За віковим діапазоном населення розподілялося таким чином: 20,7 % — особи молодші 18 років, 65,8 % — особи у віці 18—64 років, 13,5 % — особи у віці 65 років та старші. Медіана віку мешканця становила 40,7 року. На 100 осіб жіночої статі у місті припадало 91,7 чоловіків;  на 100 жінок у віці від 18 років та старших — 88,5 чоловіків також старших 18 років.
Середній дохід на одне домашнє господарство  становив 108 460 доларів США (медіана — 79 312), а середній дохід на одну сім'ю — 128 553 долари (медіана — 96 889). Медіана доходів становила 71 079 доларів для чоловіків та 61 307 доларів для жінок. За межею бідності перебувало 9,8 % осіб, у тому числі 10,2 % дітей у віці до 18 років та 7,2 % осіб у віці 65 років та старших.
Цивільне працевлаштоване населення становило 38 951 осіб. Основні галузі зайнятості: освіта, охорона здоров'я та соціальна допомога — 22,6 %, науковці, спеціалісти, менеджери — 16,0 %, мистецтво, розваги та відпочинок — 10,4 %, роздрібна торгівля — 9,6 %.

## Міста-побратими
- Уші (кит. трад. 無錫, спр. 无锡, піньїнь Wúxī), Китай
- Лідінго (швед. Lidingö), Швеція

## Самоврядування
Аламеда — місто з особливим типом самоврядування (charter city), що дозволяє організувати органи влади власної структури, а не на підставі федеральних законів або законів штату.